# Suore ospedaliere di Santa Marta
La Suore Ospedaliere di Santa Marta (in francese Sœurs Hospitalières de Sainte-Marthe de Beaune) è un istituto religioso femminile di diritto pontificio.

## Storia

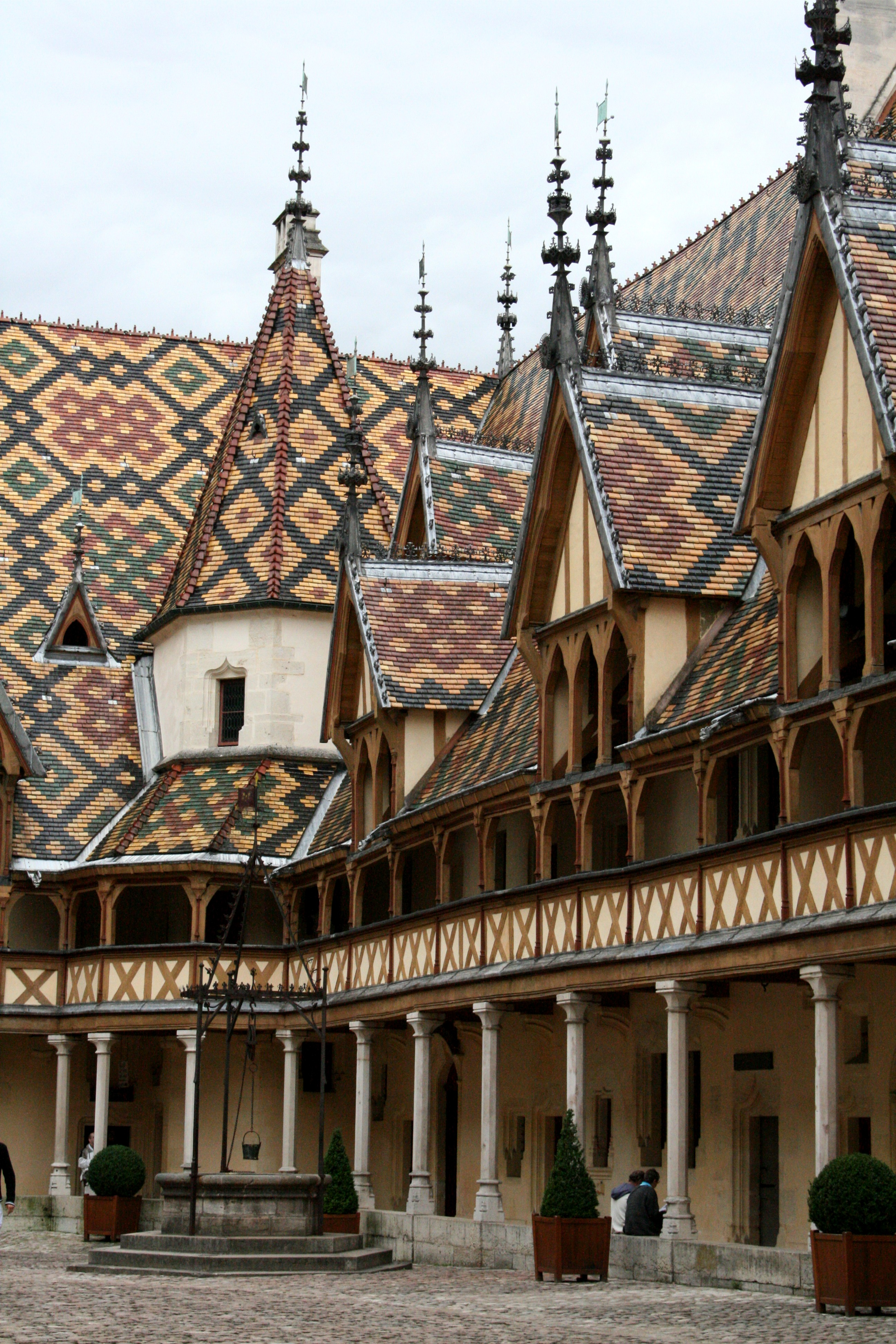
L'Hôtel-Dieu di Beaune, casa madre della congregazione

Il 18 settembre 1441 papa Eugenio IV approvò il progetto presentatogli da Nicolas Rolin, cancelliere del duca di Borgogna, e da sua moglie Guigone de Salins di istituire a Beaune un ospedale posto alle dirette dipendenze della Santa Sede: l'atto di fondazione venne sottoscritto il 4 agosto 1443 e i lavori per la costruzione dell'ospedale, detto Hôtel-Dieu, si conclusero il 31 dicembre 1451, con la benedizione della cappella.
Per il servizio agli ammalati il cancelliere Rolin fece giungere delle religiose brigidine dal monastero di Valenciennes, ma gli obblighi a cui le sottoponeva la loro regola impedivano loro di dedicarsi con continuità alla cura degli infermi e molte abbandonarono l'ospedale: Rolin preparò allora una nuova regola, approvata da papa Pio II nel 1459, dando così inizio a alla nuova famiglia religiosa delle Ospedaliere di Santa Marta.
Nel 1632 le suore di Beaume aprirono la loro prima filiale a Chalon-sur-Saône, poi altre in Borgogna, nella regione di Lione, nella Franca Contea e in Svizzera: secondo le consuetudini del tempo, tutte le fondazioni, pur conservando un certo legame con la casa madre, erano autonome, ma tra il 1933 e 1939 dieci case decisero di unirsi in una congregazione, approvata dalla Santa Sede il 27 maggio 1939.

## Attività e diffusione
Le suore Ospedaliere di Santa Marta si dedicano a varie attività in ambito pastorale, sociale e sanitario.
La sede generalizia è a Beaune.
Al 31 dicembre 2008 la congregazione contava 12 religiose e una sola casa. Alla congregazione di Beaune sono federate quelle di Paray-le-Monial, di Charlieu e le Ospedaliere Figlie dell'Addolorata di Besançon (federazione approvata dalla Santa Sede il 18 gennaio 1962); esiste un'altra federazione di Ospedaliere di Santa Marta svizzere, approvata nel 1967 e legata all'altra, che riunisce le congregazioni di Sion, Friburgo, Porrentruy, Delémont e Soletta.